# Панування Британією
«Панування Британією» (англ. Ruled Britannia) — роман про альтернативну історію Гаррі Тертледова, вперше опублікований у твердій обкладинці New American Library у 2002 році.
Дія книги розгортається в 1597—1598 роках в альтернативному всесвіті, де в 1588 році Іспанська армада досягає успіху. Королівство Англія було завойовано та повернуто в лоно Римо-Католицької Церкви під правлінням королеви Ізабелли, доньки Філіпа II Іспанського. Королеву Єлизавету скидають із престолу та ув'язнюють у Лондонському Тавері, її співвітчизників-протестантів як єретиків спалює англійська інквізиція.
Історія розглядається з точки зору двох відомих драматургів: англійського поета Вільяма Шекспіра та іспанського поета Лопе де Веги; персонажі другого плану включають сучасників Крістофера Марлоу, Річарда Бербеджа та Вілла Кемпе.

## Короткий зміст сюжету

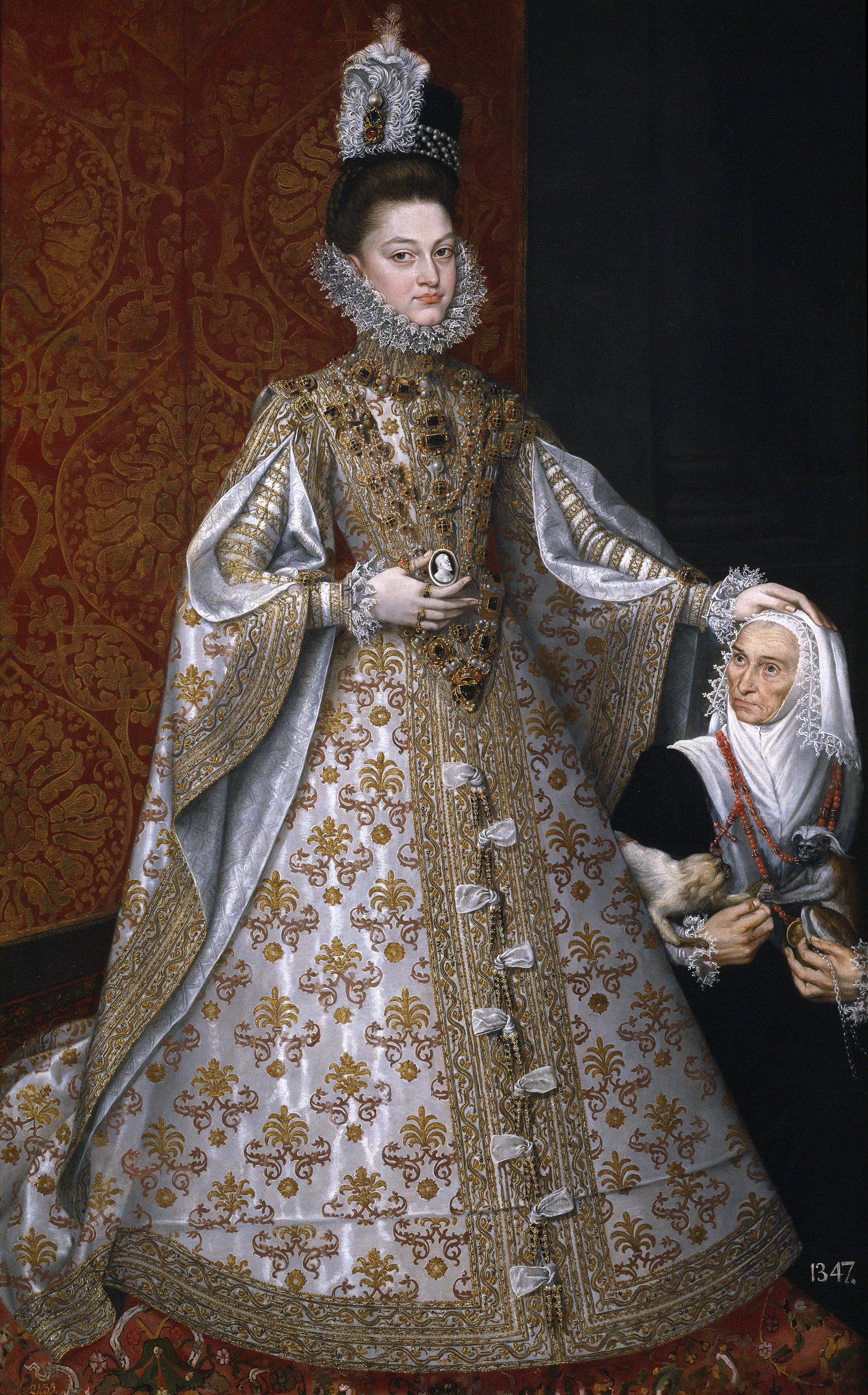
Ізабелла Клара Євгенія, у цій історії нав'язана Іспанією королева Англії

З Шекспіром, актором і відомим драматургом, від імені членів підпільного руху опору, які планують повалити іспанське панування в Англії та повернути Єлизавету I на престол, спілкується Ніколас Скерес. Для цього вони наймають самого Шекспіра, доручаючи йому написати п'єсу про Боудіку, стародавню королеву Іцени, яка повстала проти римської окупації Великої Британії в I столітті нашої ери. Змовники сподіваються, що п'єса надихне глядачів-британців, які знову під п'ятою іноземного ворога, щоб повалити іспанців.
План ускладнюють іспанці, які, визнаючи таланти Шекспіра, доручають йому написати п'єсу, що зображує життя короля Іспанії Філіпа II та завоювання Англії іспанцями. Тепер Шекспір має одночасно написати дві п'єси — одну, що прославляє доблесть Англії, а іншу — її завоювання та повернення до католицької церкви. Також є підсюжет про подвиги іспанського драматурга і солдата Лопе де Веги, який за завданням свого начальства в іспанській військовій ієрархії стежить за Шекспіром, а поки він це робить, фліртує з жінками. Де Вега навіть грає в шекспірівському «Королі Філіппі».
Незважаючи на небезпеку з боку як іспанської, так і доморощеної англійської інквізиції, таємна п'єса втілюється в життя, і, незважаючи на сумніви Шекспіра та його колег, її грають. Як і сподівалися змовники, публіка надихнулася на антиіспанське обурення і піднялася Лондоном, вбиваючи будь-якого іспанського чиновника, якого бачать, і звільняючи Єлизавету з Лондонського Тауера. Незважаючи на цю перемогу та відвойовану Англією свободу, з обох сторін є значні людські втрати.
Відновлена королева Єлизавета нагородила Шекспіра лицарським званням і анулювала його нещасливий шлюб з Енн Гетевей, що дозволило йому одружитися зі своєю давньою коханкою. Королева також задовольняє його сміливе прохання поставити його п'єсу «Король Філіп», яка, на його думку, містить одні з його найкращих творів. Наприкінці повісті Шекспір використовує свій новий статус, щоб сприяти звільненню свого друга Лопе де Вега з англійського полону за умови негайного повернення на континент.

## Алюзії

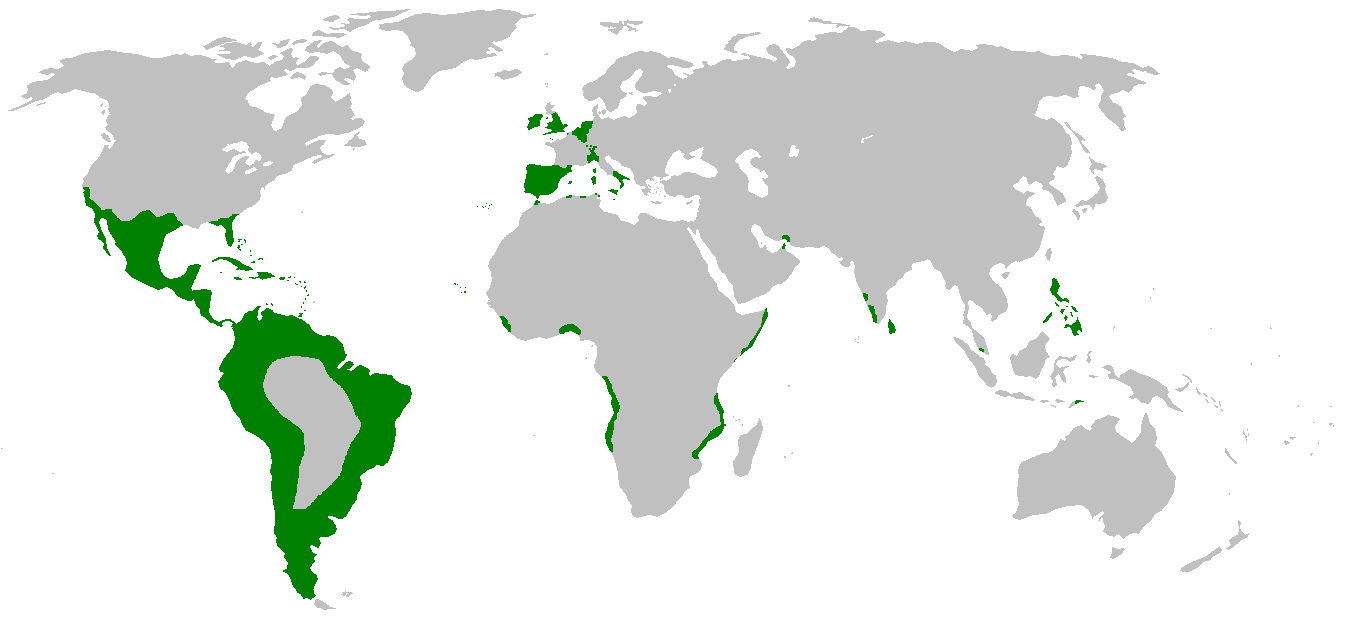
Іспанська імперія Габсбургів та її домініони в альтернативному 1597 році книги.

У книзі є кілька посилань на різні п'єси Шекспіра, як реальні, так і вигадані. Деякі існуючі п'єси, такі як «Гамлет» і «Як вам це подобається», отримали нові назви («Принц Данський» і «Якщо вам це подобається») і, ймовірно, інший зміст. Ще одна згадана п'єса, «Тріумф кохання», — це назва фактично втраченої п'єси Шекспіра, яка, як припускають, є продовженням існуючої — «Марні зусилля кохання».
Крістофер Марло, який історично помер у 1593 році, в романі живе до жовтня або листопада 1598 року. Окрім його відомих п'єс, роман створює дві уявні п'єси Марло, «Катіліна» та «Камбіз, цар Персії», імовірно написані після 1593 року. Також згадуються обставини історичної смерті Марлоу в Дептфорді.
Як зазначає автор наприкінці книги, він створив п'єсу «Будіка» з елементів інших творів Шекспіра та «Бондуки», фактичної п'єси на ту саму тему, написаної сучасником Шекспіра, колись його співавтором і наступником, Джоном Флетчером. Уривки з «Короля Філіпа» — це комбінації та адаптації рядків із численних справжніх п'єс Шекспіра. Діалог і розповідь також містять багато посилань і фраз, взятих із п'єс Шекспіра. Одним із таких прикладів є персонаж другого плану Волтер Строберрі, незграбний поліцейський, що викидає погану продукцію, який, здається, створений за зразком констебля Догберрі з п'єси «Багато галасу з нічого».

## Нагороди
У 2002 році роман отримав нагороду Sidewise Award за альтернативну історію за довгу форму, розділивши нагороду з «Відрубаним крилом» Мартіна Дж. Гідрона.

## Подібні роботи
У короткій історії про подорожі в часіТертледова «Ми ще не дійшли» (на основі роману Тома Стоппарда «Розенкранц і Гільденстерн мертві») також представлено Шекспіра як оповідача від третьої особи. Він був опублікований у 2009 році та є у вільному доступі для читання на веб-сайті Tor.
До Тертледова інші автори вже підхоплювали тему переможної Армади, як-от «Часи без числа» Джона Бруннера та «Павана» Кіта Робертса. Однак ці попередні роботи зображували перемогу Іспанії та завоювання Англії як остаточні та безповоротні, що зрештою створило зовсім інше ХХ століття (іспаномовний Лондон у книзі Бруннера, католицька Англія з інквізицією, яка катує та спалює єретиків у Робертса). Навпаки, у версії Тертледова іспанська окупація Англії є лише ефемерною перервою, її повалено через десять років, Єлизавету відновлено на троні та відновлюється Єлизаветинська епоха — що відрізняється в деталях, але не по суті від справжньої історії.